# ガーデニア
『ガーデニア』（Gardenia, il giustiziere della mala）は、1979年のイタリアのクライム映画。フランコ・キャリファーノ、マーティン・バルサム、ロバート・ウェッバー出演。
日本では劇場未公開で、1984年にテレビ放送された。

## ストーリー
伊達男のガーディニアはローマにあるレストランを経営するギャングだが、人情家で町の人々に対し親切に接しているため敬われている。
そんな彼を目障りだと感じているのが、カジノの経営者 サルーソだった。彼はトニー・カルーソの忠告をよそに他のギャングたちを集め、金になる麻薬ビジネスを手掛ける巨大な犯罪組織を半ば強引に結成しようとしていた。
サルーソは自分に儲けの半分を渡すという条件を他のギャングに受け入れさせ、麻薬売買のために手強いとされるガーディニアを抹殺しようと手下たちを率いて、レストランに対する破壊活動を開始する。これに憤ったガーディニアも友人のビスコートや弁護士と組んで反撃を始め、2人の戦いが激しさを増していく。

## キャスト
※括弧内はTBS版日本語吹替（初回放送1984年2月18日24:10-26:00 『土曜映画』 放送タイトル「オレはギャング ガーディニア」）
- ガーディニア - フランコ・キャリファーノ（イタリア語版）（青野武）
- サルーソ - マーティン・バルサム（細井重之）
- トニー・カルーソ[注 1] - ロバート・ウェッバー（平林尚三）
- レジーナ - エレオノーラ・ヴァッローネ（イタリア語版）（高瀬佳子）
- ミリアム・ベラ - リチニア・レンティーニ（イタリア語版）（藤夏子）
- ビスコート - フランコ・ディオジェーネ（イタリア語版）（平野稔）
- パスケル - ヴェナンティーノ・ヴェナンティーニ（イタリア語版）（喜多川拓郎）
- 弁護士 - グァルティエロ・リスポリ（宮沢元）
- ローラ - ロリー・デル・サント（イタリア語版）（池本小百合）
- コンスエロ - ロレーヌ・ド・セル（イタリア語版）（達依久子）
- ギトー - レナト・バッソボンディーニ（江原正士）
- コロンビアーノ[注 2] - ロベルト・デッラ・カーザ（イタリア語版）（円谷文彦）
- ピエール - ファブリツィオ・ジョヴィネ（山野史人）
- 殺し屋 - ロリ・バッツォッキ（イタリア語版）（島香裕）
- シザロ - ベニート・パシフィコ（イタリア語版）（幹本雄之）
- ジーナ - メリッサ・キメンティ（イタリア語版）（鈴木三枝）
- ジアンニ - カロジェロ・ラザレット（堀内賢雄）

## スタッフ
- 監督 - ドメニコ・パオレラ（英語版）
- 脚本 - アウグスト・カミニート（イタリア語版）
- 原案 - テオドロ・コラ（イタリア語版）、ジーノ・カポネ、アウグスト・カミニート
- 撮影監督 - セルジオ・ルビーニ（イタリア語版）
- プロダクションデザイナー - フランコ・カラブレーゼ
- 編集 - アメデオ・ジョミーニ
- 音楽 - フランコ・キャリファーノ（イタリア語版）
- 衣裳デザイン - アンドレア・ツァーニ

日本語版スタッフ
- 吹替翻訳 - たかしまちせこ
- 吹替演出 - 松川陸
- 吹替選曲 - 河合直
- 吹替効果 - 南部満治、大橋勝次
- 吹替調整 - 遠西勝三
- 吹替制作 - ザック・プロモーション